# Poochara ablusa
Poochara ablusa är en insektsart som beskrevs av Young 1986. Poochara ablusa ingår i släktet Poochara och familjen dvärgstritar. Inga underarter finns listade i Catalogue of Life.